# Michael Humphrey
Michael Humphrey (Phoenix, Arizona, 25 de enero de 1996) es un jugador de baloncesto estadounidense que pertenece a la plantilla del Stelmet Zielona Góra, la primera categoría del baloncesto polaco. Con 2,06 metros de estatura, juega en la posición de ala-pívot.

## Trayectoria deportiva
Jugó durante cuatro temporadas con los Stanford Cardinal y tras no ser elegido en el Draft de la NBA de 2018, debutó como profesional en Rusia en las filas del Parma Basket con el que jugó 16 partidos de la Superliga de Baloncesto de Rusia.
En marzo de 2019 fichó por el Stelmet Zielona Góra de la primera categoría del baloncesto polaco, hasta el final de la temporada.